# Isoetes baculata
Isoetes baculata är en kärlväxtart som beskrevs av Hickey och H.P.Fuchs. Isoetes baculata ingår i släktet braxengräs, och familjen Isoetaceae. Inga underarter finns listade i Catalogue of Life.